# Valeh Muslumov
Valeh Muslumov (ázerbájdžánsky Müslümov Valeh Əlizaid oğlu; 2. září 1968, Lerik, Ázerbájdžán – 14. dubna 1992, Aghdara, Ázerbájdžán) byl ázerbájdžánský národní hrdina, bojovník války o Náhorní Karabach.

## Život
Valeh Muslumov se narodil dne 4. září 1968 v Leriku v Ázerbájdžánu. V roce 1983 dokončil 8. ročník střední školy v Leriku a vstoupil do odborné školy č. 17 v Sumgayitu. Jeho první pracovní zkušenost byla na staveništi. V letech 1986-1988 sloužil v Ázerbájdžánských ozbrojených silách.

## Vojenské činnosti
Valeh Muslumov zahájil svou vojenskou kariéru v srpnu 1991 ve zvláštních silách Ministerstva vnitra Ázerbájdžánské republiky. Účastnil se bitev v oblastech Šuša, Chodžali, Tovuz, Fuzuli, Gubadli, Zangilan a Agdara. Valeh Muslumov byl zraněn v boji s arménskou armádou 14. dubna 1992, zatímco zachránil své vojáky ve vesnici Marqushan v Agdara. O den později na následky zranění zemřel.

## Národní hrdina
Po smrti podle vyhlášky ázerbájdžánského prezidenta ze dne 6. června 1992 mu byl udělen titul Národního hrdinu Ázerbájdžánu. Na památku 20. výročí úmrtí Valeha Muslumova v roce 2012 po něm byla pojmenována základní škola a vytvořeno muzeum na jeho památku. Také jedna z ulic v oblasti Lerik byla k jeho poctě přejmenována.